# Ivar
Ivar je mužské rodné jméno severského původu. Pochází ze staroseverského Ívarr. První slovo obsahuje yr "tis" a -arr "bojovník", ale může částečně být spojován se jménem Ingvar a možná i s Joarem (jó, "kůn"). Druhé slovo -arr se může spojovat též ze slova geir či z var "ochránce". Jméno si osvojila angličtina (Ivor) a gaelština (Iomhar).

## Známí nositelé
- Ivar Ragnarsson, vikinský král (známý též jako Ivar bez kostí)
- Ivar Vidfamme, legendární dánský král
- Ivar z Waterfordu, severský král Waterfardu a řečený král Dublinu
- Ivar z Limericku, poslední severský král Limericku
- Ímar vnuk Ruaidína, středověký irský biskup
- Ímar Ua Donnabáin, legendární irský průvodce a čaroděj

- Ivar Hippe, norský konzultant a bývalý novinář
- Ivar Frithiog Andersen, norský operní zpěvák
- Ivar Ballangrud, norský rychlobruslař
- Ivar Otto Bendixson, švédský matematik
- Ivar Bern, norský šachista
- Ivar Asbjørn Følling, norský fyzik
- Ivar Giaever, norský fyzik
- Ívar Ingimarsson, islandský fotbalista
- Ivar Jacobson, švédský počítačový vědec
- Ivar Kleiven, norský historik a básník
- Ivar Langen, norský rektor
- Ivar Lo-Johansson, švédský spisovatel
- Ivar Tengbom, švédský architekt
- Ivar Smilga, bolševický revolucionář
- Ivar Otruba, český krajinářský architekt